# Parnawasiden
Die Parnawasiden, Pharnabaziden oder P’arnavaziani (georgisch ფარნავაზიანები), auch Kartlosiden, sind die erste Dynastie georgischer Könige von Kartli (Iberien), die in der traditionellen georgischen Geschichte erwähnt werden. Ihre Herrschaft dauerte mit Unterbrechungen vom 3. Jahrhundert v. Chr. bis zum 2. Jahrhundert n. Chr. Die männliche Abstammungslinie ist den Berichten nach früh ausgestorben und ihnen folgten Familien nach, die mit der weiblichen Abstammungslinie verwandt waren. Ende des 2. Jahrhunderts kam die Herrschaft der Parnawasiden zu einem Ende und die Arsakiden von Iberien bekamen die Krone von Iberien.

## Geschichte
Gemäß den frühen mittelalterlichen georgischen Chroniken Das Leben der georgischen Könige stammt die Dynastie von Parnawas ab. Dieser vertrieb Ason, der von Alexander dem Großen als Verwalter eingesetzt wurde, aus dem Land. Parnawas, dessen Geschichte viele Legenden erhält, taucht in nicht-georgischen Quellen nicht auf und es gibt keinen zeitgenössischen Hinweis, dass er der erste König Georgiens war. Trotzdem ist der Dynastiename Parnavaziani eine Bestätigung, dass ein König namens Parnawas als Gründer angesehen wird. Der Name der Dynastie taucht in der armenischen Geschichte als P’arnawazean des Faustus von Byzanz (5. Jahrhundert) und als P’arazean im Werk Geschichte Armeniens (vielleicht frühes 5. Jahrhundert) auf. Es scheint plausibler, dass die Erinnerung an die historischen Fakten verblassten, und der echte Parnawas eine legendäre Fassade erhielt und so zu einem Model eines vorchristlichen Herrschers in den Annalen Georgien wurde.
Obwohl Alexanders Feldzug nach Georgien komplett fiktional ist, legen georgische und klassische Beweise nahe, dass die Könige von Iberien enge Beziehungen zu den Seleukiden, eine der hellenistischen Nachfolger des kurzlebigen Reiches von Alexander in Syrien, pflegten, ihre Oberherrschaft anerkannte und ihnen vielleicht laut Professor Cyrille Toumanoff halfen die benachbarten Orontiden von Armenien unter Kontrolle zu halten. Parnavaz soll nach Toumanoff von 299 bis 234 v. Chr. geherrscht haben.
Sein Sohn Saurmag I. (reg. 234–159 v. Chr.) ist ohne männlichen Erben gestorben, und die Dynastie überlebte über die weibliche Linie durch die Heirat von Saurmags Tochter mit Mirian I. (reg. 159–109 v. Chr.) von den Nimrodiden. Die Nimrodiden auf georgisch Nebrot'iani (ნებროთიანი), was Das Volk Nimrods bedeutet, waren keine Dynastie, sondern ein Begriff, der von mittelalterlichen georgischen Chronisten für die antiken Iraner angewandt wurde. Ab jetzt wurde die Dynastie, obwohl nur in der weiblichen Linie, von den Chronisten als P’arnavaziani bezeichnet (Die Zweite Parnawasiden wie es Toumanoff annimmt.).
Die Dynastie wurde unter Mirians Sohn Parnajom (reg. 109–90 v. Chr.) im Jahr 90 v. Chr. durch eine Seitenlinie der Artaxiden von Armenien vom Thron gestürzt, konnten aber 30 v. Chr. wieder an die Macht kommen. Zu der Zeit war der Südkaukasus unter der Hegemonie der Römer. Trotz dessen schaffte es Iberien, sich im letzten Jahrzehnt des 1. Jahrhunderts v. Chr. vom römischen Reich zu lösen, und entwickelte sich zu einem mächtigeren Staat im 1. Jahrhundert n. Chr. Parsman I. (reg. 1–58) mischte sich energisch in die Angelegenheiten Armeniens ein, das zu der Zeit ein Zankapfel zwischen Rom und dem Partherreich war, und brachte seinen Bruder Mithridates (reg. 35–51) auf den Thron Armeniens. Aber im Jahr 51 stiftete Parsman I. seinen Sohn Rhadamistos an, Mithridates zu stürzen und den armenischen Thron zu besetzen, nur um im Jahr 55 aus dem Königreich vertrieben zu werden. Parsmans Nachfolger Mirdat I. (reg. 58–106) schmiedete eine Allianz mit Rom, um Iberiens Grenzen gegen die Alanen, die Nomaden aus dem Norden waren, zu verteidigen. Eine in der iberischen Hauptstadt Mzcheta entdeckte Steininschrift spricht von Mirdat als der Freund der Cäsaren und der König der Römer liebenden Iberer. Im Jahr 75 half der römische Imperator Vespasian dem iberischen König, die Akropolis von Armazi zu befestigen.
Sobald die Nachkommen der parthischen Arsakiden ihre Macht in Armenien im 2. Jahrhundert konsolidiert hatten, ersetzten sie die Parnawasiden in Iberien. Nach den georgischen Chroniken geschah dies, als Adelige eine Revolte gegen Amazasp II. (reg. 185–189) begannen und mit der Hilfe des Königs von Armenien Vologases II. (reg. 180–191), der mit Amazasps Schwester verheiratet war, ihren Monarchen stürzten und töteten. Vologases II. installierte seinen Sohn und Neffen Amazasps Rev I. (reg. 189–216) auf den iberischen Thron und führte so die iberische Dynastie der Arsakiden ein.

## Parnawasidenkönige von Iberien

### Parnawasiden
- Parnawas I., 299–234 v. Chr.
- Saurmag I. (Sohn), 234–159 v. Chr.

### Nimrodiden oder Zweite Parnawasiden-Dynastie
- Mirian I. (Schwiegersohn und Adoptivsohn), 159–109 v. Chr.
- Parnajom (Sohn), 109–90 v. Chr.
- Mirian II. (Sohn), 30–20 v. Chr.
- Arschak II. (Sohn), 20 v. Chr. – 1 n. Chr.

### Dritte Parnawasiden-Dynastie
- Parsman I., 1–58
- Mirdat I., 58–106
- Amazasp I. (Sohn), 106–116
- Parsman II. (Sohn), 116–132
- Radamist (Sohn), 132–135
- Parsman III. (Sohn), 135–185
- Amazasp II. (Sohn), 185–189